# Chaetodon semeion
Chaetodon semeion là một loài cá biển thuộc chi Cá bướm (phân chi Rabdophorus) trong họ Cá bướm. Loài này được mô tả lần đầu tiên vào năm 1855.

## Từ nguyên
Danh từ định danh semeion bắt nguồn từ sēmeîon (σημεῖον) trong tiếng Hy Lạp cổ đại và mang nghĩa là "cờ hiệu", hàm ý có lẽ đề cập đến sợi tia vây vươn dài trên vây lưng của loài cá này.

## Phạm vi phân bố và môi trường sống
Từ Sri Lanka và Maldives, C. semeion được phân bố trải dài về phía đông đến quần đảo Marquises và quần đảo Gambier (Polynésie thuộc Pháp), ngược lên phía bắc đến quần đảo Ryukyu (Nhật Bản), xa về phía nam đến rạn san hô Great Barrier, Tonga và quần đảo Cook. Ở Việt Nam, C. semeion mới chỉ được ghi nhận tại quần đảo Hoàng Sa và quần đảo Trường Sa.
C. semeion sống tập trung ở những khu vực mà san hô phát triển phong phú trên rạn viền bờ hay trong đầm phá, độ sâu đến ít nhất là 50 m.

## Mô tả
C. semeion có chiều dài cơ thể lớn nhất được ghi nhận là 26 cm. Loài này có màu vàng cam với những hàng chấm đen li ti ở hai bên thân. Trán có màu xanh lam. Từ mắt có một vệt đen lan rộng thành hình giọt nước xuống dưới cằm. Dọc theo gốc vây lưng và vây hậu môn có một dải màu đen; riêng dải đen ở vây lưng lan rộng gần như toàn bộ vây. Vây lưng có một sợi tia vươn dài. Vây ngực trong suốt, các vây còn lại có màu vàng. Vây đuôi trong mờ. C. semeion có thể có một vệt đen lớn (đậm nhạt tùy cá thể) ở thân trên (nằm trên vây ngực).
Số gai ở vây lưng: 13–14; Số tia vây ở vây lưng: 23–26; Số gai ở vây hậu môn: 3; Số tia vây ở vây hậu môn: 19–22; Số tia vây ở vây ngực: 14–15; Số gai ở vây bụng: 1; Số tia vây ở vây bụng: 5; Số vảy đường bên: 33–39.

## Sinh thái học
C. semeion là loài ăn tạp, thức ăn của chúng có thể gồm là tảo và một số loài thủy sinh không xương sống.
C. semeion có thể sống đơn lẻ hoặc kết đôi thành đôi, cũng có khi hợp thành những nhóm nhỏ.

## Lai tạp
Những cá thể mang đặc điểm hình thái trung gian giữa C. semeion và Chaetodon ephippium đã được bắt gặp trong tự nhiên.

## Thương mại
C. semeion ít được xuất khẩu trong ngành thương mại cá cảnh.